# 제2의 연인
《제2의 연인》(Heartburn)은 미국에서 제작된 마이크 니콜스 감독의 1986년 코미디, 드라마, 멜로/로맨스 영화이다. 메릴 스트립 등이 주연으로 출연하였고 마이크 니콜스 등이 제작에 참여하였다. Coming Around Again이라는 곡은 칼리 사이먼에 의해 연주, 작곡되었으며 그녀의 빌보드 히트작 가운데 하나가 되었다. 이 영화는 1986년 7월 25일 미국에서 개봉되었다.

## 출연

### 주연
- 메릴 스트립
- 잭 니콜슨

### 조연
- 제프 다니엘스
- 모린 스태플튼
- 스톡카드 채닝
- 리처드 마저
- 캐서린 오하라
- 스티븐 힐
- 밀로스 포만
- 케빈 스페이시

## 기타
- 원작자: 노라 에프론
- 미술: 토니 월톤